# Танзанит
Танзанит — геммологическое название разновидности минерала цоизита, силиката алюминия и кальция.

## Общая информация
Танзанит был обнаружен в марте 1966 года на плато Мерелани (городок Mirerani), неподалёку от склонов Килиманджаро. Первоначально найденные камни были приняты за сапфиры, но уже в 1967 году они были идентифицированы как новый минерал танзанит.
Минерал добывают только на севере Танзании в провинции Аруша, на площади около 13 квадратных километров.

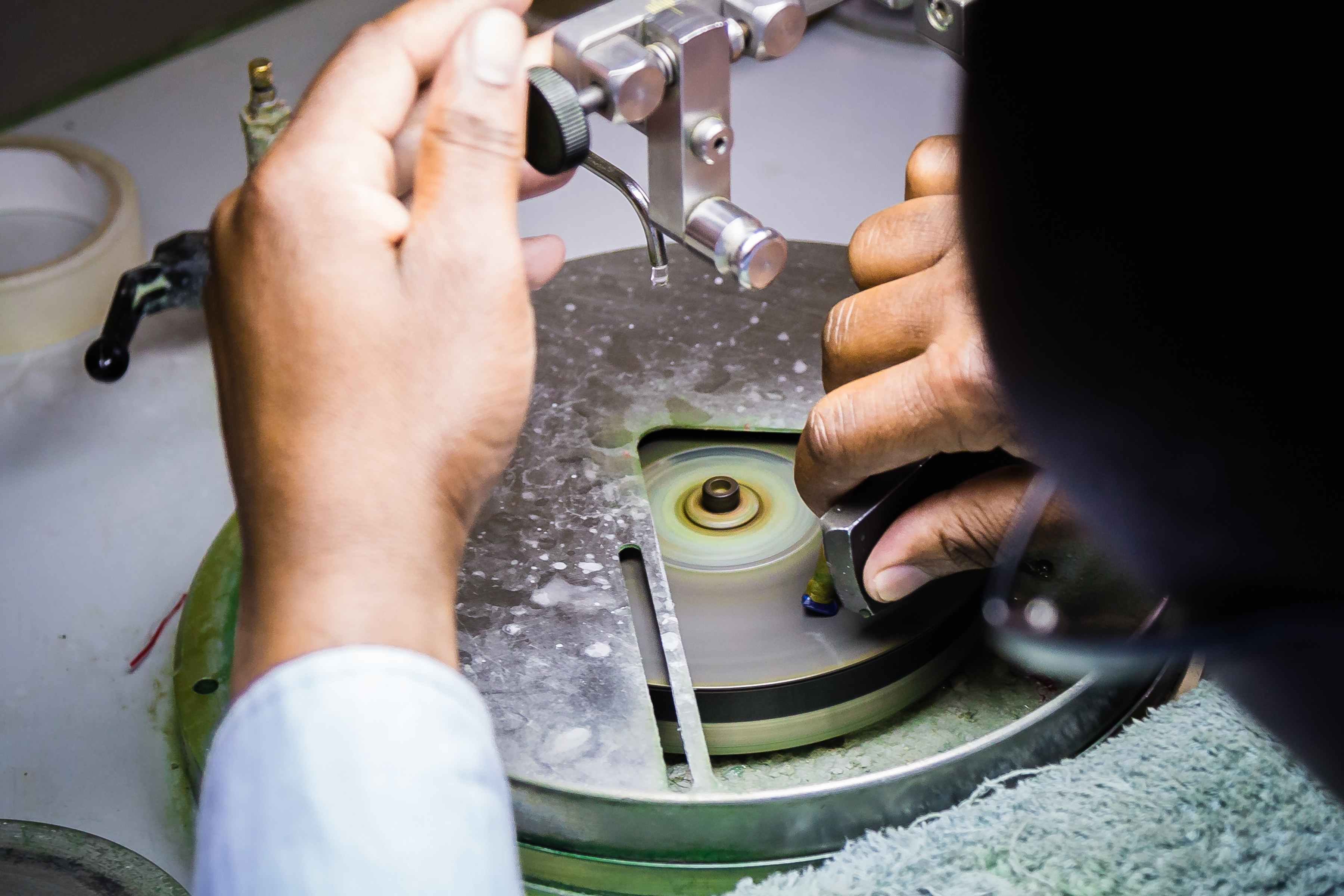
Обработка танзанитов

Стал известным благодаря американской ювелирной фирме «Тиффани» («Tiffany»), которая и предложила название в честь Танзании, где имеется единственное в мире месторождение. Популярности способствовали грамотная рекламная политика, редкость, красивый цвет и использование украшений из него кинозвездой Элизабет Тейлор.
Встречаются камни синих, пурпурных и жёлто-коричневых цветов, последние после термической обработки, тоже становятся сине-фиолетового цвета и используются в ювелирном деле.
У камней хорошего качества цвет ультрамариново- или сапфирово-синий. При электрическом свете приобретает аметистово-фиолетовый оттенок. При нагревании до 400—500 °C коричневатые и желтоватые оттенки исчезают, и синева камня углубляется. Известен также и танзанитовый кошачий глаз.
Месторождение представлено жилами и трещинами с наросшими кристаллами в гнейсах.
На ювелирном рынке появляются стеклянные имитации танзанита и дублеты из стекла с танзанитовой верхней частью или из двух бесцветных синтетических шпинелей, скреплённых синим клеем. Танзанит можно спутать с природным и синтетическим сапфиром и минералом кордиерит. Недавно открытая зелёная разновидность цоизита получила название хромового (зелёного) танзанита.
Используется в изготовлении ювелирных изделий.

## Характеристики при оценке
Не существует общепринятого метода оценки цветных драгоценных камней. TanzaniteOne, крупная компания на рынке танзанита, через свою некоммерческую дочернюю компанию Tanzanite Foundation ввел свою собственную систему градации цвета. Шкала цветовой градации новой системы делит цвета танзанита на оттенки между голубовато-фиолетовым, индиго и фиолетово-синим.
Нормальные первичные и вторичные оттенки танзанита - синий и фиолетовый. Необработанный танзанит представляет собой трихроичный драгоценный камень, а это означает, что свет, попадающий в этот кристалл, преломляется под разными углами с различным цветовым поглощением на каждой из трех оптических осей. В результате этого явления в различных образцах наблюдалось множество цветов: оттенки пурпурного, фиолетового, индиго, синего, голубого, зелёного, жёлтого, оранжевого, красного и коричневого. После нагревания танзанит становится дихроичным. Дихроичные цвета варьируются от фиолетового до голубовато-фиолетового и индиго, и от фиолетово-синего до синего.
Классификация цветных драгоценных камней по чистоте основана на стандарте чистоты для глаз, то есть драгоценный камень считается безупречным, если невооруженным глазом не видно никаких включений (при условии зрения 20/20). Институт геммологии Америки классифицирует танзанит как драгоценный камень I типа, что означает, что он чист для глаз людей. 

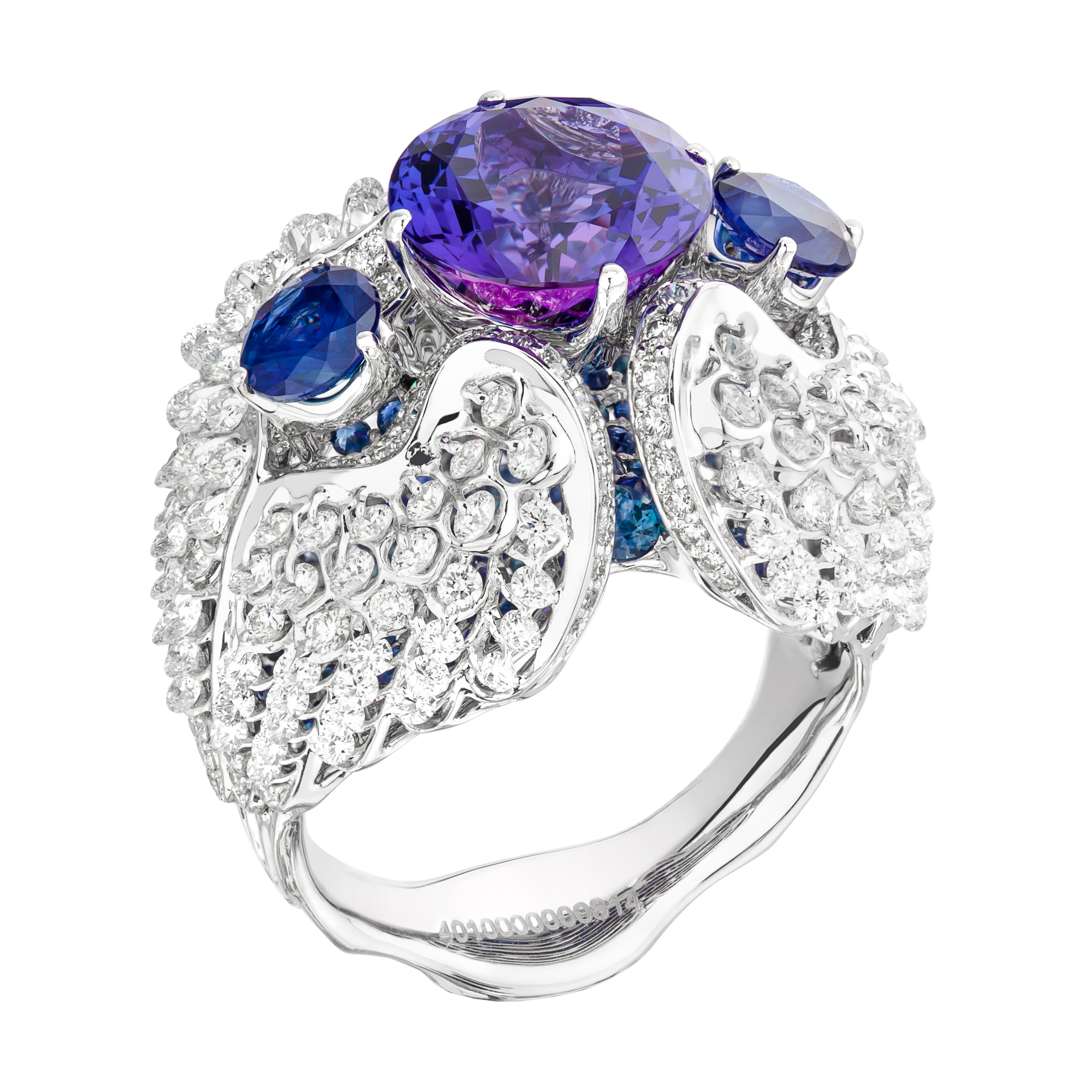
Крупный танзанит и сапфиры в окружении бриллиантов.
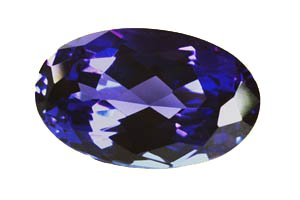
Огранённый танзанит
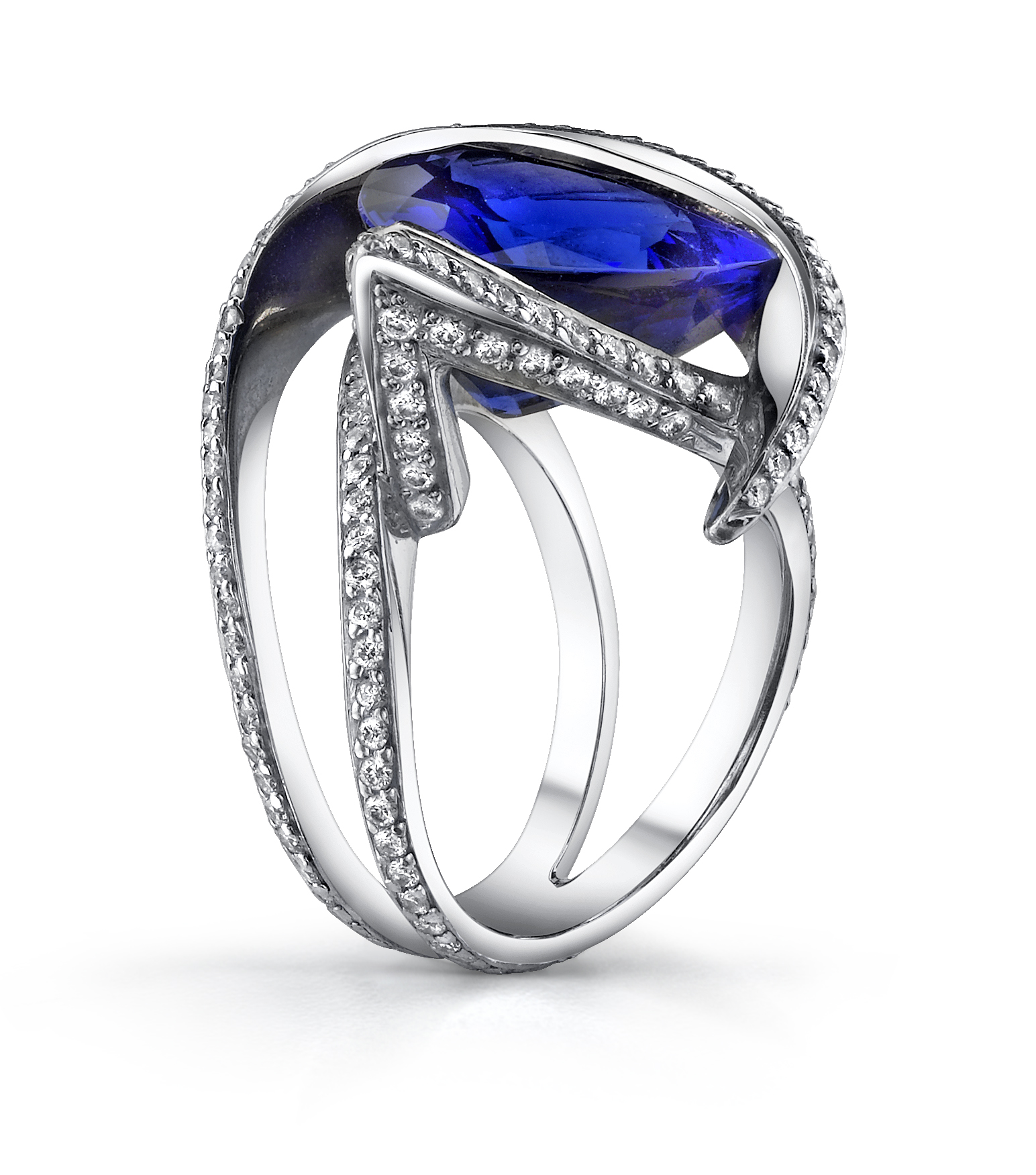
Кольцо (Изысканный танзанит). Марк Шнайдер
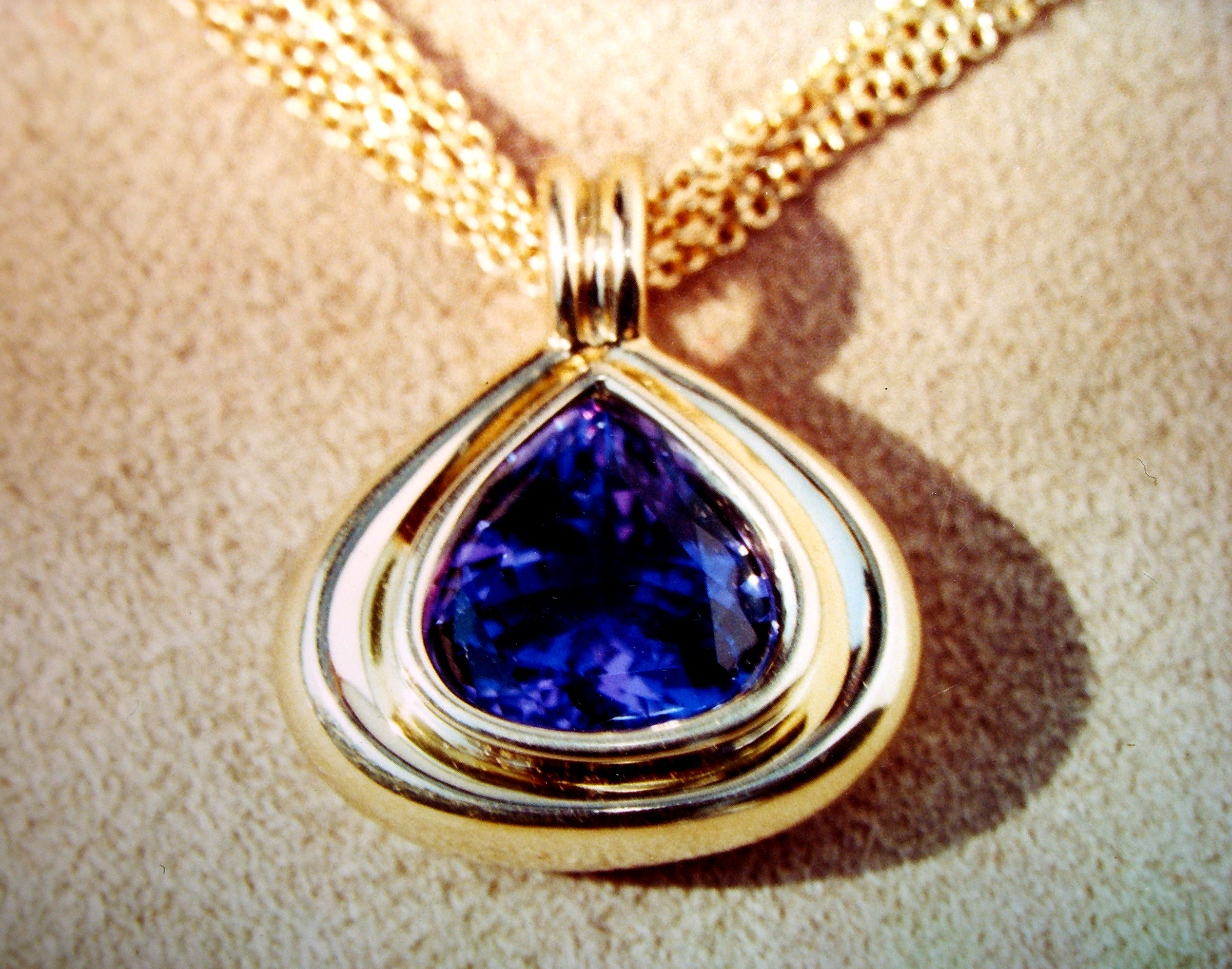
Тёмно-синий танзанит